# Carson Kressley
Carson Kressley, född 11 november 1969 i Allentown, Pennsylvania, är en amerikansk modeexpert och TV-profil. Han har bland annat varit en av programledarna i Fab 5 och jurymedlem i RuPauls dragrace.

## Biografi
Efter att ha flyttat till New York började han arbetat på slipsavdelningen på ett stort varuhus. Han blev sedan anställd av Ralph Lauren och började som assistent till Ralph Laurens bror Jerry Laurens. Kressley blev senare befordrad till "specialist på manliga fritidskläder". Detta innebar att han följde med till modevisningar och fotograferingar för att styla modellerna. 
I november 2006 gav han ut en egen klädkollektion, Perfect by Carson Kressley. Det är en linje med kläder och accessoarer för både män och kvinnor. I Nordamerika säljs kläderna via QVC.
Kressley har skrivit två böcker. Den första, Ditt rätta jag – Den ultimata stilguiden för män (original: Off the Cuff – The Essential Style Guide for Men And the Women Who Love Them, 2004), är en handbok i mode för män. Den andra boken, You're Different – and That's Super! (2005), är en barnbok. Efter att själv ha blivit mobbad för att vara annorlunda skrev Kressley denna bok för att uppmuntra barn som inte känner sig likadan som de andra.[källa behövs]
År 2005 debuterade Kressley som skådespelare, han hade en roll som bartendern Lance i filmen The Perfect Man. Han har även medverkat i julfilmen The Year Without Santa Claus som sändes på TV i USA under julen 2006.